# Waihoihoi River
Der  Waihoihoi River ist ein Fluss in der Region Northland auf der Nordinsel von Neuseeland.

## Geographie
Der Waihoihoi River stellt die Fortsetzung des Waihoihoi Stream dar, der per Definition rund 640 m ostnordöstlich des New Zealand State Highway 1 und rund 490 m westsüdwestlich der Glenmohr Road in einer Kehre gebildet wird. Von dort aus fließt der Waihoihoi River mehrheitlich mäanderförmig bevorzugt in Richtung Norden, um dann nach rund 12 km kurz vor seinem Zusammenfluss mit dem Ahuroa River durch die Gemeinde Waipu zu fließen und zusammen mit dem Ahuroa River den Waipu River zu bilden.
Der Waihoihoi Stream, dessen Fortführung der Waihoihoi River darstellt, entspringt rund 13,6 km weiter flussaufwärts an einem Bergkamm, an dessen südlicher Seite der rund 800 m entfernt liegende Hakaru River nach Osten fließt.